# Hermann Schreiber (historicus)
Hermann Schreiber (Wiener Neustadt, 4 mei 1920 -  München, 4 mei 2014) was een Oostenrijkse historicus. 

## Biografie
Hermann Schreiber werd geboren als zoon van een boekhandelaar in Wiener Neustadt. Hij bezocht daar het gymnasium en studeerde na zijn eindexamen germanistiek, kunstgeschiedenis, filosofie en geschiedenis aan de universiteit van Wenen: hij promoveerde in 1944. Voor zijn boek Paris, Biografie einer Weltstad (1967) werd Schreiber door de Oostenrijkse bondspresident tot professor benoemd. Jarenlang werkte hij als zelfstandig journalist en auteur van wetenschappelijke studies in München. Hij schreef de inmiddels klassiek geworden werken Land im Osten en Die zehn Gebote. Hij werkte soms samen met zijn broer, de filoloog en auteur Georg Schreiber (1922-2012).

## Werken
- Einbruch ins Paradis, Neff, Wien, 1954.
- Sturz in die Nacht, Verlag der Nation, Berlin, 1955.
- Versunkene Städte, Neff, Wien, 1955 (met Georg Schreiber).
- Mysten, Maurer und Mormonen. Geheimbünde in 4 Jahrtausenden, Neff, Wien, 1956 (met Georg Schreiber).
- Throne unter Schutt und Sand. Herrscher und Reiche in früher Zeit, Neff, Wien, 1957 (met Georg Schreiber).
- Die schönsten Heldensagen der Welt, Überreuter, Wien, 1958 (met Georg Schreiber).
- Sinfonie der Strasse. Der Mensch und seine Wege von den Karawanenpfaden bis zum Super-Highway, Econ, Düsseldorf, 1959. (Van karavaanpad tot autoweg. De symfonie van de straat, 1961)
- Auf den Flügeln des Windes. Roman, Deutscher Buchklub , 1960.
- Die Welt in der Anekdote. Eine Anekdotenreise durch die Gegenwart, Neff, Wien, 1961.
- Land im Osten. Verheissung und Verhängnis der Deutschen, Econ, Düsseldorf, 1961.
- Die zehn Gebote. Der Mensch und sein Recht, Econ, Wien, 1962. (De tien geboden. De mens en zijn recht, NIB, Zeist, 1962)
- Diese unsere Zeit. Das 20. Jahrhundert in der Anekdote, Neff, Wien, 1963.
- Jazz-Geschichten, Mohn, Gütersloh, 1963.
- An den Quellen der Nacht. Erzählungen, Stiasny, Graz, 1964.
- Quell der Lebensfreude. Meditationen in de & um die Badewanne, Econ, 1965.
- Sittengeschichte der Badewanne. Badesitten einst und jetzt, in mehr oder eeniger nackten Tatsachen, Heyne, München, 1966.
- So leben wir heute, Goldmann, 1966.
- Fahrt auf freien Meeren. Die deutsche Hanse und ihre Zeit, Arena, Würzburg, 1967.
- Paris. Biographie einer Weltstadt, Piper, München, 1967.
- Und der Himmel lacht dazu, Econ, 1967.
- Sittengeschichte. Dokumente der menschlichen Sitten und Unsitten von der Französischen Revolution bis zum Ersten Weltkrieg, Scherz, Bern, 1968.
- Von Thule bis Madagaskar. Inseln der Welt in Geschichte und Sage, Überreuter, 1968.
- Die Welt in einem Augenblick. Kultur und Sittengeschichte der Fotografie, Erdmann, Tübingen, 1969.
- Erotische Texte. Sexualpathologische Erscheinungen in der Literatur, Lichtenberg, München, 1969.
- Gustav Heinemann, Bundespresident, Fischer, 1969.
- Verkehr. Seine Wege, Mittel und Mögligkeiten, Deutsche Buch-Gemeinschaft, Berlin, 1969.
- Vom Experiment zum Erfolg. Die Grossen der Naturwissenschaft und Technik von Leonardo da Vinci bis Otto Han, Arena, Würzburg, 1969.
- Die Stuarts. Genie und Unstern einer königlichen Familie, Piper, 1970.
- Vom Einbaum zum Düsenklipper. Das grosse Abenteuer des Weltverkehrs, Arena, Würzburg, 1970.
- Willy Brandt. Anatomie einer Veränderung, Econ, Düsseldorf, 1970.
- 222 spitze Witze, Fischer Taschenbuch, Frankfurt a/M, 1971.
- Österreich aus erster Hand. Geschichte und Gegenwart in Berichten von Augenzeugen und Zeitgenossen, Arena, 1972.
- Schade nur, dass ich lesen kann. Geschichten und Anekdoten für Literaturfreunde, Neff, Wien, 1972.
- Und der Himmel lacht dazu. Humor rund um die Kirche, DTV, 1972.
- Die Völker der Erde. Prof. Schreibers Sittengeschichte in 24 Bändern. 1. Italien, Lichtenberg, 1973.
- Weltgeschichte der Seefahrt. Das Abenteuer der Seefahrt in fünf Jahrtausenden, Arena, 1973.
- Wien. Praktische Reiseinformationen, Hallwag, Bern, 1974.
- Capitain Carpfanger. Historischer Abenteuerroman, Lingen, 1975.
- Die allerletzten 100 Jahre. Literatur in Anekdoten, DTV, München, 1975.
- Frankreich aus erster Hand. Geschichten und Anekdoten in Berichten von Augenzeugen und Zeitgenossen, Arena, Würzburg, 1975.
- Italienische Riviera. Französische Rivière wo Europa paradiesisch wird. Begen und Strände Liguriens, Stähle & Friedel, Stuttgart, 1975.
- Salzburg und Salzburgerland., Hallwag, Bern, 1975.
- Das Wörterbuch der Parapsychologie, München, 1976.
- Die Hunnen. Attila probt den Weltuntergang, Econ, Düsseldorf, 1976. (De Hunnen. Het volk van Attila, de gesel Gods, Meulenhoff, 1976)
- Kaiserwalzer. Ein sinnlicher Roman aus dem alten Österreich, Schneekluth, München, 1976.
- Loire. Träumereien an Frankreichs herschaftlichem Fluss, Stähle & Friedel, Stuttgart, 1976.
- Auf den Spuren der Goten, Weltbild, Augsburg, 1977. (De Goten. Vorsten en vazallen, Meulenhoff, 1979)
- Der verkommene Regent. Ein Versailles Roman, Schneekluth, München, 1977.
- Korsika, Hallwag, Bern, 1977 (met Bernhard Wagner).
- Midlife Crisis. Die Krise in der Mitte des Lebens, Bertelsmann, 1977.
- Provenz. Zauber des Südens, Hallwag, Bern, 1977 (met Bernhard Wagner)
- Die Bastionen des Ruhms. Versailles. Roman, Schneekluth, 1978.
- Bretagne. Keltenland am Atlantik, Süddeutscher Verlag, 1978.
- Die Chinesen. Reich der Mitte im Morgenrot, Goldmann Wilhelm, 1978. (De Chinezen. Wijsgeren en leermeesters, Meulenhoff, 1980)
- Magellan und die Meere der Welt, Überreuter, 1978.
- Das Schiff aus Stein. Venedig und die Venezianer, List, 1979.
- Der verratene Traum. Versailles Roman, Schneekluth, München, 1979.
- Die Vandalen. Siegeszug und Untergang eines germanischen Volkes, Scherz, Bern, 1979. (De Vandalen. Zegetocht en ondergang van een Germaans volk, Meulenhoff, 1980)
- Halbmond über Granada. Acht Jahrhunderte maurischer Herrschaft in Spanien, Bastei Lübbe, 1980.
- Mein Sarg bleibt leer. Erzählungen, Schneekluth, München, 1980.
- Singles. Allein leben. Besser als zu zweit?, Ullstein, Frankfurt a/M, 1980. (Alleen. Bewust of ongewild alleen leven, Zomer & Keunig, Ede, 1980)
- August der Starke. Kurfürst von Sachsen, König von Polen, List, 1981.
- James Cook. Auf der Suche nach dem fünften Erdteil, Überreuter, 1981.
- Unvergessener deutscher Osten, Heyne, München, 1981.
- Lebensläufe, Ullstein, 1982.
- Von Dover bis Cornwall. Reisen durch Englands Süden, Süddeutscher Verlag, München, 1982.
- Burgund. Fotos von Bernhard Wagner. Das Hallwag Reisebuch für Anspruchsvolle, Hallwag, Bern, 1983.
- Das Geheimnis der weissen Indianer, Loewes, Bayreuth, 1984.
- Das Loire-Tal. Schlösser und Burgen zwischen Cher und Indre, Süddeutscher Verlag, München, 1984.
- Die Deutschen und der Osten. Das versunkene Jahrtausend, Südwest-Verlag, 1984.
- Die Schöne vom Strand. Roman, Heyne, München, 1984.
- Wie die Deutschen Christen wurden. Von Heiligen und Helden, Lübbe, Bergisch Gladbach, 1984.
- Bayern anekdotisch, Süddeutsche Verlag, 1985.
- Die Bastionen des Ruhms. Roman, Heyne, 1985.
- Es ist ein Ros' entsprungen. Ein Weihnanchtsbrevier, Neff, Wien, 1985.
- Geschichte(n) ohne Feigenblatt, Lichtenberg, München, 1985.
- Land um Paris. Chantilly, Fontainebleau, Versailles u.a. Sehenswürdigkeiten vor d. Toren d. Hauptstadt, Süddeutscher Verlag, München, 1985.
- Das Volk steht auf. Europas Befreiungskampf gegen Napoleon, Lübbe, 1986.
- Es spukt in Deutschland. Von Geistern, Hexen und Rittern ohne Kopf, Arena, 1986.
- Frankreichs grosse Jahrhunderte. Historische Impressionen zwischen Absolutismus und Empire, Damals Bibliothek, 1986.
- Hannibal, Überreuter, 1986.
- Paris erinnert sich. Anekdoten und Geschichten aus drei Jahrhunderten, Herder, 1987.
- Auf Römerstrassen durch Europa, Ullstein, 1988.
- Das Elsass und seine Geschichte. Eine Kulturlandschaft im Spannungsfeld zweier Völker, Katz, Gernsbach, 1988.
- Schade nur, dass ich lesen kann. Dichter, Bücher und Verleger in Geschichten und Anekdoten, Neff, Wien, 1988.
- Sir Francis Drake. Der Schrecken der Meere, Überreuter, 1988.
- Die Erde, unser Schicksalsplanet. Die Geschichte der Erde und des Lebens, Habel, Darmstadt, 1989.
- Geschichte der Päpste, Gondrom, 1989.
- Mabelle un der grosse Strom. Ein Roman aus Louisiana, Tosa, 1989.

- Unsere frühen Bischofssitze, Umschau, Frankfurt, 1989.
- Die Belle Epoque. Paris 1871–1900, List, München, 1990.
- Elsass, Hallwag, 1990.
- Lawrence von Arabien, Überreuter, 1990.
- Marco Polo. Karawanen nach Peking, Überreuter, 1990.
- Piraten und Korsaren der Weltgeschichte, Moewig, 1990.
- Schottland. Die Geschichte eines Landes am Rande Europas, Katz, Gernsbach, 1990.
- Sechs mal Paris. Biographie einer Weltstadt, Droemer Knaur, München, 1991.
- Botschaft aus dem Jenseits. Zeugnisse des Okkulten', Pawlak, 1992.
- Die Neue Welt. Die Geschichte der Entdeckung Amerikas, Katz, Gernsbach, 1992.
- Die ungekrönte Geliebte. Liebe und Leben der grossen Mätressen, Knaur, 1992.
- Die Entdeckung der Welt ...ein Lexicon, Überreuter, 1993 (met Heinrich Pleticha).
- Die Welt wird entdeckt. Die grossen Entdeckungsfahrten, Handelsreisen, Kriegs- und Kreuzzüge von 2800 v. Christi bis heute, Habel, Königswinter, 1993.
- Geheimbunde von der Antike bis heute, Weltbild, Augsburg, 1993 (met Georg Schreiber).
- Die Bartholomäusnacht. Die 'Pariser Bluthochzeit' und die Flucht der Hugenotten, Ullstein, 1994.
- Florenz. Eine Stadt und ihre Menschen, List, München, 1994.
- Halbmond über Granada. 8 Jahrhunderte maurischer Herrschaft in Spanien, Weltbild, Augsburg, 1995.
- Land im Osten, Verheißung und Verhängnis der Deutschen, Bechtermünz, Augsburg, 1995.
- Marie Antoinette, die unglückliche Königin, Bechtermünz, Augsburg, 1995.
- Normandie sehen & erleben, Südwest, 1995 (met Heinz Wohner).
- Die Geschichte Schottlands, Weltbild, Augsburg, 1996.
- Das gute Ende. Wider die Abschaffung des Todes, Rowohlt, Reibek, 1997.
- Irland, Seine Geschichte – seine Menschen, Katz, Gernsbach, 1997.
- Das Abenteuer und seine Autoren, Weltbild, Augsburg, 1999.
- Henri Nannen. Drei Leben, Bertelsmann, München, 1999.
- August der Starke, Katz, Gernsbach, 2000.
- Bücher, Frauen, Bücher, Erinnerungen, Drei Ulmen, München, 2000.
- Kanzlersturz. Warum Willy Brandt zurücktrat, Econ, 2003.
- Geheimbunde. Von der Antike bis zur Gegenwart, Tosa, Wien, 2005.
- Attila und die Hunnen, Patmos, 2006.
- Geschichte der Alchemie, Drei Ulmen, München, 2006.
- Handbuch des Okkultismus, Area, 2006 (met Reinhard Federmann).
- Der deutsche Orden unter den Kreuzrittern, Nikol, Hamburg, 2008.
- Ich sag mal... Der Quatsch den wir so reden, Ellert & Richter, 2008.
- Ritter, Tod und Teufel. Kaiser Maximilian I. und seine Zeit, Weltbild, 2008.
- Kapitalist mit Gemeinsinn. Kurt A. Körber, Körber-Stiftung, 2009.
- Schopenhauers Urteilen über Aristoteles, Saraswati Press, 2012.